# Miguel Bastos
Miguel Pádua Rodrigues Bastos (Setúbal, 19 de junho de 1912 - 1993), foi um advogado, juiz e político português.

## Biografia
Licenciado em Direito pela Faculdade de Direito da Universidade de Lisboa, Miguel Rodrigues Bastos desenvolveu atividade como autarca, político e magistrado.

### O autarca
Miguel Rodrigues Bastos foi presidente das câmaras municipais de Évora (1942-1946) e de Setúbal.

### O político
Ao longo da sua vida, Miguel Rodrigues Bastos desenvolveu intensa atividade política no quadro da União Nacional, tendo sido vogal das Comissões Concelhias da União Nacional de Estremoz e de Évora e presidente da Comissão Distrital da União Nacional de Setúbal.
Foi igualmente deputado à Assembleia Nacional nas V (1949-1953), VI (1953-1957) e X (1969-1973) legislaturas.
Entre 29 de janeiro de 1955 e 30 de junho de 1966 foi Governador Civil de Setúbal.
Foi ainda procurador à Câmara Corporativa, por designação do Conselho Corporativo.

### O magistrado
Miguel Rodrigues Bastos foi juiz do Tribunal de Contas.